# Dong (Volk)

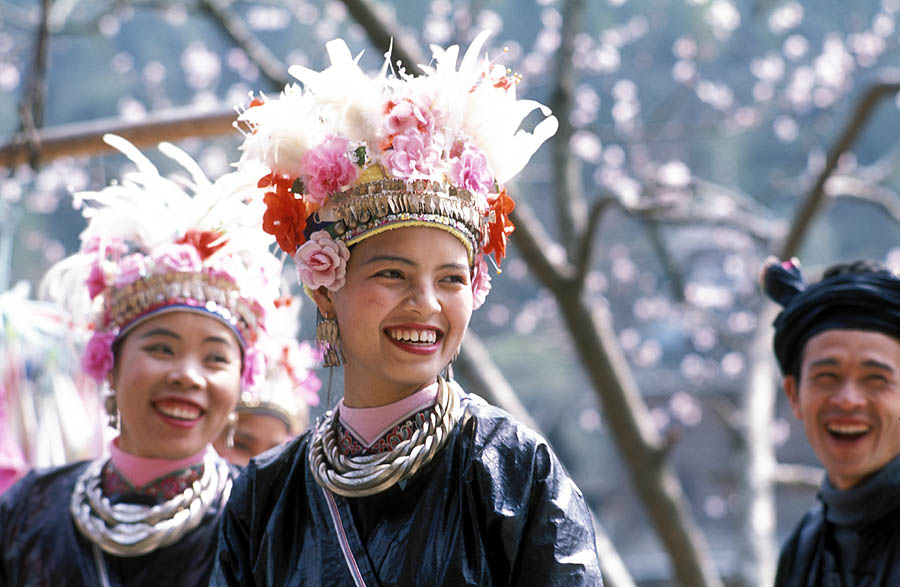
Angehörige der Dong in Festtagskleidung (Kreis Liping)

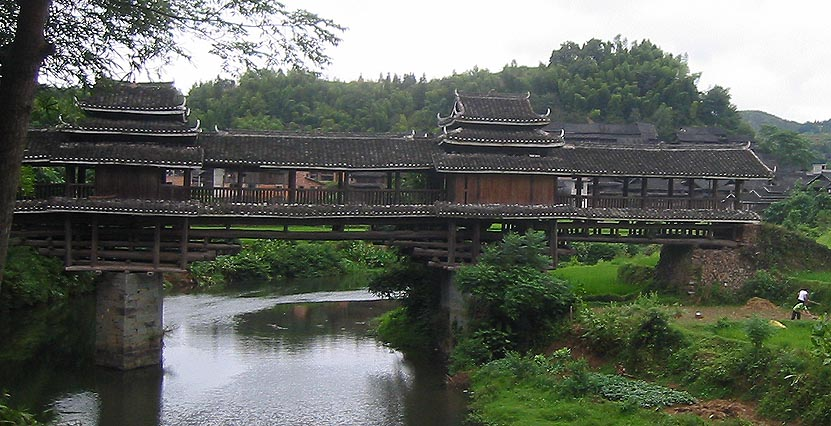
Dong-Brücke in Chengyang, Guangxi

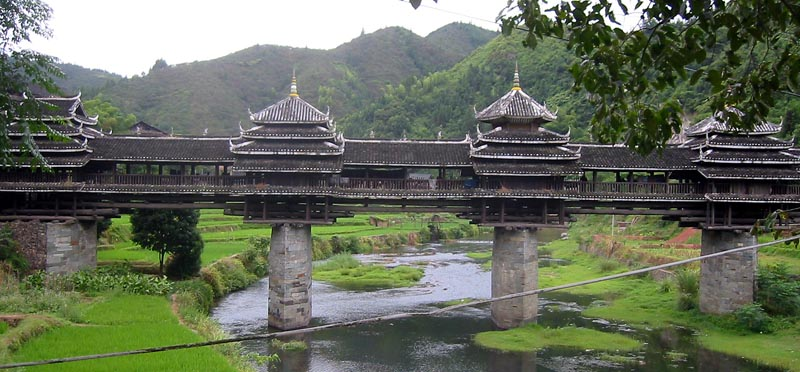
Dong-Brücke in Chenyang, Guangxi

Die Dong (chinesisch 侗族, Pinyin Dòngzú; Eigenbezeichnung in offizieller Orthografie: lagx Gaeml; sonst auch Gaeml, Kam oder in veralteter Schreibweise T’ung geschrieben) sind eine der 56 durch die Volksrepublik China anerkannten Volksgruppen und zählen 2.879.974 Menschen (Zensus 2010).

## Kulturelle Eigenheiten
Die Dong gelten innerhalb Chinas als Virtuosen des Sprachspiels. Ihre Muttersprache ist das gleichnamige Dong, die sich in zahlreiche Dialekte unterteilen lässt. Eine Schriftkultur lernte das Volk erst im Zusammenhang der Umbrüche im China des 20. Jahrhunderts kennen. Die davor übliche mündliche Überlieferung nutzte häufig Lieder. Eine Eigenart des Dong-Gesangs, insbesondere bei mehrstimmigen Chorgesängen, ist das Imitieren von Vogelstimmen. 
„Der große Chorgesang“ wurde 2009 in die UNESCO-Liste des immateriellen Kulturerbes der Menschheit aufgenommen.
Frauen des Volks zeichnen sich traditionell durch eine einzigartige und bunte Stick-, Häkel- und Klöppelkunst aus. Traditionelle Brautwerbung verlief in wechselseitigem Austausch von Kleidungsstücken und Liedern.
Die Minderheit ist außerdem bekannt für den Wasserbüffelkampf, bei dem zwei zuvor privilegiert aufgezogene Tiere gegeneinander antreten. Das unterlegene Tier wird für das Fest geschlachtet.
Die traditionelle Dong-Architektur verwendete ausschließlich Holz ohne metallene Schrauben und Nägel. Bekannt sind die pagodenartigen, heiligen Trommeltürme als Versammlungsort der Sippen, sowie die kunstvoll ornamentierten, überdachten „Wind-und-Regen-Brücken“, die eine Touristenattraktion darstellen.
Den Dong wird auch eine engere Beziehung zur Natur und Geisterwelt zugeschrieben, als es im modernen China üblich ist.

## Geschichte
Die Dong wanderten um das Jahr 1000 v. Chr. aus dem Norden des heutigen Thailands in China ein. Im Verlauf der Expansion der Han wurden sie später wieder nach Süden abgedrängt. Heute siedeln die Dong vor allem in Guangxi und Guizhou, etwa entlang des Li Jiang. Eines der Zentren ihrer Kultur befindet sich in Liping.